# An-Nayrizí
Abu-l-Abbàs al-Fadl ibn Hàtim an-Nayrizí (àrab: أبو العباس الفضل بن حاتم النيريزي, Abū l-ʿAbbās al-Faḍl b. Ḥātim an-Nayrīzī), conegut simplement com a an-Nayrizí i, a l'Occident cristià, com a Anaritius o Nazirius, fou un matemàtic i astrònom persa dels segles IX-X.
No es coneixen gaires dades biogràfiques seves; se sap que va treballar pel califa abbàssida Al-Muhtadí, ja que li va dedicar un tractat sobre els fenòmens meteorològics i un treball per construir un instrument de mesura de la distància dels objectes. Ambdós tractats han sobreviscut fins als nostres dies.
Ibn an-Nadim, en el seu catàleg (Kitab al-fihrist) d'obres científiques, li atribueix vuit llibres: dos són traduccions de l'Almagest i del Tetrabiblos de Claudi Ptolemeu i dos més són taules astronòmiques basades en el Sindhind hindú. Cap d'aquests quatre llibres ha sobreviscut però el comentari de l'Almagest i les taules astronòmiques són citades per Al-Biruní i per Ibn Yunus. També va escriure un opuscle per calcular l'azimut de l'alquibla, un tema de gran rellevància per raons litúrgiques.
An-Nayrizí és conegut, sobretot, per la seva traducció i comentari dels Elements d'Euclides basada, probablement, en una traducció anterior d'Al-Hajjaj. Aquesta obra va tenir una ampla difusió en l'Occident cristià gràcies a la traducció al llatí que en va fer Gerard de Cremona a Toledo a mitjans del segle xii.